# 劉胤德
劉胤德，字孟寀，一字克滋，号默斋，山东德平人，清朝政治人物、进士出身。

## 生平
顺治二年，乡试中举；顺治三年，登进士，授直隶盐山县知县，著有《默斋杂俎》二卷、《德平县志》四卷。